# Georg von Buch
Georg Otto Wedige von Buch (* 11. Oktober 1856 in Stolpe an der Oder bei Angermünde; † 12. März 1924 in Berlin) war ein deutscher Verwaltungsbeamter, Rittergutsbesitzer und Parlamentarier.

## Leben
Georg von Buch wurde als Sohn des Rittergutsbesitzers und Parlamentariers Alexander von Buch geboren. Er studierte Rechtswissenschaften an der Ruprecht-Karls-Universität Heidelberg und der Friedrich-Wilhelms-Universität Berlin. 1881 wurde er Mitglied des Corps Saxo-Borussia Heidelberg. Nach dem Studium trat er in den preußischen Staatsdienst. 1894 wurde Georg von Buch Mitglied des Johanniterorden und gehörte der Brandenburgischen Provinzialgenossenschaft an. Von 1895 bis 1917 war er wie schon sein Vater Landrat des  Landkreises Angermünde. Er war kurzzeitig Mitbesitzer des Rittergutes Carmzow im Kreis Prenzlau und als Teil einer Erbengemeinschaft Mitinhaber von Wilmersdorf im Kreis Angermünde. Am Ersten Weltkrieg nahm er als Soldat teil.
Buch war seit einer Nachwahl am 12. Juli 1905 bis 1918 für den Wahlkreis Potsdam 3 (Prenzlau, Angermünde) Mitglied des Preußischen Abgeordnetenhauses und gehörte der Fraktion der Konservativen Partei an. Er war Domkapitular des Domstiftes Brandenburg und von 1918 bis 1924 Kurator der Ritterakademie, als Nachfolger des Adolf von Kriegsheim-Barsikow, und lebte selbst zuletzt in Berlin. Er erhielt den Charakter als Geheimer Justizrat.
Der preußische Verwaltungsbeamte und Parlamentarier Leopold von Buch war ein Bruder.